# Шейн-Майданское сельское поселение
Шейн-Майданское се́льское поселе́ние — упразднённое муниципальное образование в Атяшевском районе Мордовии Российской Федерации.
Административный центр — посёлок Птицесовхоз «Сараст».

## История
Статус и границы сельского поселения установлены Законом Республики Мордовия от 28 декабря 2004 года № 116-З «Об установлении границ муниципальных образований Атяшевского муниципального района, Атяшевского муниципального района и наделении их статусом сельского поселения, городского поселения и муниципального района».
Законом Республики Мордовия от 19 мая 2020 года № 25-З, Шейн-Майданское сельское поселение и одноимённый ему сельсовет в июне 2020 года упразднены, а входившие в их состав населённые пункты включены Атяшевское городское поселение (рабочий посёлок Атяшево).

## Население
| 2002 | 2010 | 2012 | 2013 | 2014 | 2015 | 2016 |
| ---- | ---- | ---- | ---- | ---- | ---- | ---- |
| 873  | ↘808 | ↗812 | ↗837 | ↗863 | ↗887 | ↘864 |
| 2017 | 2018 | 2019 | 2020 |      |      |      |
| ↗873 | ↗890 | ↘881 | ↘869 |      |      |      |

## Состав сельского поселения
| № | Населённый пункт     | Тип населённого пункта | Население |
| - | -------------------- | ---------------------- | --------- |
| 1 | Малые Манадыши       | село                   | ↘42       |
| 2 | Птицесовхоз «Сараст» | посёлок                | ↗524      |
| 3 | Шейн-Майдан          | село                   | ↘242      |